# Гарфорт Таун
«Га́рфорт Та́ун» (англ. Garforth Town A.F.C.) — футбольная команда 8-го английского дивизиона из Гарфорта, восточного пригорода Лидса. Основана в 1964 году под названием «Майнерс Армс». Клубные цвета совпадают с цветами национальной сборной Бразилии. 

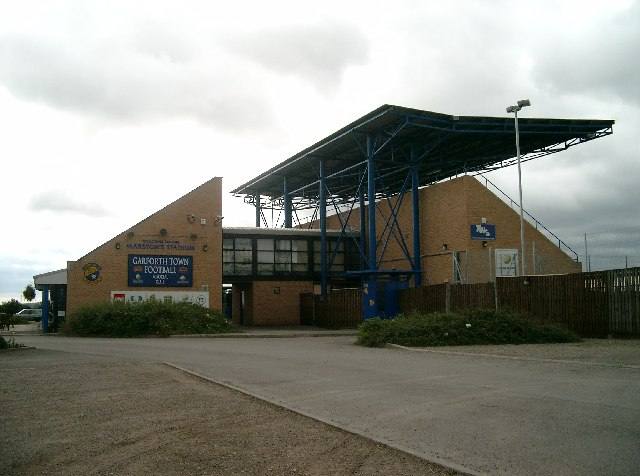
Стадион, на котором выступает «Гарфорт Таун»

Команда известна тем, что в 2004 году в ней по приглашению друзей оказался бывший капитан сборной Бразилии Сократес. В «Гарфорт Тауне» он выполнял роль играющего тренера. Легендарный футболист сыграл лишь один матч, выйдя на замену за 12 минут до конца встречи с «Тадкастер Альбион». В том же сезоне за «Гарфорт» выступал известный в прошлом футболист, игрок сборной Англии Ли Шарп. Летом 2005 года в товарищеском матче против «Гайзли» участвовала ещё одна бразильская звезда — Карека. Ходили слухи о приезде в «Гарфорт» и других знаменитостей, среди которых Бебето, Ромарио и Кафу.
26 сентября 2010 года появилась информация о том, что клуб возглавит Пол Гаскойн. Однако уже 7 октября было сообщено, что Гаскойна в «Гарфорте» не будет.